# Twister wędkarski
Twister – sztuczna przynęta wędkarska wykonana zazwyczaj z gumy, silikonu lub innych tworzyw sztucznych. Składa się z korpusu i zawiniętego ogonka. Przypomina on wyglądem robaka, który pod wodą szybko wymachuje ciałem. Twisterem łowi się zazwyczaj na spinning po uprzednim uzbrojeniu hakiem lub główką jigową, którą wbijamy w korpus wzdłuż osi podłużnej twistera.